# Culver City
Culver City város az USA Kalifornia államában. Lakosainak száma 40 779 fő (2020. április 1.).

## Népesség
A település népességének változása:
| Lakosok száma | 38 883 | 39 717 | 40 779 |
|               | 2010   | 2015   | 2020   |

## Híres emberek
- Michael Richards - színész, humorista